# Sudesna haiboi
Espèce
Sudesna haiboi est une espèce d'araignées aranéomorphes de la famille des Dictynidae.

## Distribution
Cette espèce est endémique du Yunnan en Chine. Elle se rencontre vers Dali.

## Description
Le mâle holotype mesure 2,01 mm et la femelle paratype 2,27 mm, les mâles mesurent de 1,92 à 2,10 mm et les femelles de 2,15 à 2,35 mm.

## Systématique et taxinomie
Cette espèce a été décrite par Wang, Peng et Zhang en 2025

## Étymologie
Cette espèce est nommée en l'honneur de Hai-bo Pu.

## Publication originale
- Wang, Peng & Zhang, 2025 : « Six new species and a new synonym of the mesh-web spider genus Sudesna Lehtinen, 1967 (Araneae, Dictynidae) from China. » ZooKeys, vol. 1234, p. 127-149 (texte intégral).